# 山本寛子
山本 寛子（やまもと ひろこ）は、日本の女性声優。千葉県出身。以前はオフィスもりに所属していた。

## 出演作品

### テレビアニメ
- 銀魂（百華、子供）

### OVA
- ポカポカ村の危機（大蔵財務協会）（タック）

### 吹き替え
- WITHOUT A TRACE/FBI 失踪者を追え! シーズン4（ジュリー 他）

### ナレーション
- 学べる!!ニュースショー!

### その他
- 情報モラル
- ダイレクト･テレショップ